# Liste des gouvernements de la Belgique

## Liste
Cette liste ne concerne que les gouvernements nationaux/fédéraux de la Belgique. Pour les gouvernements des entités fédérées de la Belgique fédérale, voir les gouvernements de la Région wallonne, de la Communauté française de Belgique, de la Communauté flamande ou de la Communauté germanophone de Belgique.
| | Gouvernement (Surnom)                                   | Premier ministre ou chef        | Partis ou tendances                        | Dates (plein exercice)                                          | Dates (affaires courantes)                                 | Législature                                       |
| --- | ------------------------------------------------------- | ------------------------------- | ------------------------------------------ | --------------------------------------------------------------- | ---------------------------------------------------------- | ------------------------------------------------- |
| - | Gouvernement provisoire                                 | Louis de Potter                 | Catholique Libéral                         | 24 septembre 1830 – 25 février 1831 (5 mois et 1 jour)          |                                                            | -                                                 |
| 1. | Gouvernement de Gerlache (Cabinet du Régent)            | Étienne de Gerlache             | Libéral Catholique                         | 26 février 1831 – 23 mars 1831 (25 jours)                       |                                                            | -                                                 |
| 2. | Gouvernement Lebeau I (Cabinet du Régent)               | Joseph Lebeau                   | Libéral                                    | 28 mars 1831 - 21 juillet 1831 (3 mois et 23 jours)             |                                                            | -                                                 |
| 3. | Gouvernement de Mûelenaere (Cabinet du Roi)             | Félix de Mûelenaere             | Catholique Libéral                         | 24 juillet 1831 – 20 octobre 1832 (1 an, 2 mois et 26 jours)    | 1re                                                        |                                                   |
| 4. | Gouvernement Goblet                                     | Albert Goblet d'Alviella        | Catholique Libéral                         | 20 octobre 1832 – 4 août 1834 (1 an, 9 mois et 15 jours)        | 1re                                                        |                                                   |
| 4. | Gouvernement Goblet                                     | Albert Goblet d'Alviella        | Catholique Libéral                         | 20 octobre 1832 – 4 août 1834 (1 an, 9 mois et 15 jours)        | 2e                                                         |                                                   |
| 5. | Gouvernement de Theux I                                 | Barthélemy de Theux de Meylandt | Catholique Libéral                         | 4 août 1834 – 18 avril 1840 (5 ans, 8 mois et 14 jours)         |                                                            |                                                   |
| 5. | Gouvernement de Theux I                                 | Barthélemy de Theux de Meylandt | Catholique Libéral                         | 4 août 1834 – 18 avril 1840 (5 ans, 8 mois et 14 jours)         | 3e                                                         |                                                   |
| 6. | Gouvernement Lebeau II                                  | Joseph Lebeau                   | Libéral                                    | 18 avril 1840 – 13 avril 1841 (11 mois et 26 jours)             |                                                            |                                                   |
| 7. | Gouvernement Nothomb                                    | Jean-Baptiste Nothomb           | Catholique Libéral                         | 13 avril 1841 – 30 juillet 1845 (4 ans, 3 mois et 17 jours)     | 4e                                                         |                                                   |
| 8. | Gouvernement Van de Weyer (Cabinet de la parenthèse)    | Sylvain Van de Weyer            | Catholique Libéral                         | 30 juillet 1845 – 31 mars 1846 (8 mois et 1 jour)               | 5e                                                         |                                                   |
| 9. | Gouvernement de Theux II (Ministère des six Malou)      | Barthélemy de Theux de Meylandt | Catholique                                 | 31 mars 1846 – 12 août 1847 (1 an, 4 mois et 12 jours)          | 5e                                                         |                                                   |
| 10. | Gouvernement Rogier I                                   | Charles Rogier                  | Parti libéral                              | 12 août 1847 – 31 octobre 1852 (5 ans, 2 mois et 19 jours)      | 5e                                                         |                                                   |
| 10. | Gouvernement Rogier I                                   | Charles Rogier                  | Parti libéral                              | 12 août 1847 – 31 octobre 1852 (5 ans, 2 mois et 19 jours)      | 6e                                                         |                                                   |
| 11. | Gouvernement de Brouckère                               | Henri de Brouckère              | Parti libéral                              | 31 octobre 1852 – 30 mars 1855 (2 ans, 4 mois et 27 jours)      | 7e                                                         |                                                   |
| 12. | Gouvernement De Decker                                  | Pierre De Decker                | Parti libéral Catholique                   | 30 mars 1855 – 9 novembre 1857 (2 ans, 7 mois et 10 jours)      | 7e                                                         |                                                   |
| 12. | Gouvernement De Decker                                  | Pierre De Decker                | Parti libéral Catholique                   | 30 mars 1855 – 9 novembre 1857 (2 ans, 7 mois et 10 jours)      | 8e                                                         |                                                   |
| 13. | Gouvernement Rogier II (Grand Ministère libéral)        | Charles Rogier                  | Parti libéral                              | 9 novembre 1857 – 3 janvier 1868 (10 ans, 1 mois et 25 jours)   | 9e                                                         |                                                   |
| 13. | Gouvernement Rogier II (Grand Ministère libéral)        | Charles Rogier                  | Parti libéral                              | 9 novembre 1857 – 3 janvier 1868 (10 ans, 1 mois et 25 jours)   | 10e                                                        |                                                   |
| 13. | Gouvernement Rogier II (Grand Ministère libéral)        | Charles Rogier                  | Parti libéral                              | 9 novembre 1857 – 3 janvier 1868 (10 ans, 1 mois et 25 jours)   | 11e                                                        |                                                   |
| 14. | Gouvernement Frère-Orban I (Grand Ministère libéral)    | Walthère Frère-Orban            | Parti libéral                              | 3 janvier 1868 – 2 juillet 1870 (2 ans, 5 mois et 29 jours)     |                                                            |                                                   |
| 14. | Gouvernement Frère-Orban I (Grand Ministère libéral)    | Walthère Frère-Orban            | Parti libéral                              | 3 janvier 1868 – 2 juillet 1870 (2 ans, 5 mois et 29 jours)     | 12e                                                        |                                                   |
| 15. | Gouvernement d'Anethan                                  | Jules d'Anethan                 | Catholique                                 | 2 juillet 1870 – 7 décembre 1871 (1 an, 5 mois et 5 jours)      | 13e                                                        |                                                   |
| 16. | Gouvernement Malou I                                    | Jules Malou                     | Catholique                                 | 7 décembre 1871 – 19 juin 1878 (6 ans, 6 mois et 12 jours)      | 13e                                                        |                                                   |
| 16. | Gouvernement Malou I                                    | Jules Malou                     | Catholique                                 | 7 décembre 1871 – 19 juin 1878 (6 ans, 6 mois et 12 jours)      | 14e                                                        |                                                   |
| 17. | Gouvernement Frère-Orban II                             | Walthère Frère-Orban            | Parti libéral                              | 19 juin 1878 – 16 juin 1884 (5 ans, 11 mois et 28 jours)        | 15e                                                        |                                                   |
| 17. | Gouvernement Frère-Orban II                             | Walthère Frère-Orban            | Parti libéral                              | 19 juin 1878 – 16 juin 1884 (5 ans, 11 mois et 28 jours)        | 16e                                                        |                                                   |
| 18. | Gouvernement Malou II                                   | Jules Malou                     | Parti catholique                           | 16 juin 1884 – 26 octobre 1884 (4 mois et 10 jours)             |                                                            |                                                   |
| 19. | Gouvernement Beernaert (Grand Ministère catholique)     | Auguste Beernaert               | Parti catholique                           | 26 octobre 1884 – 26 mars 1894 (9 ans et 5 mois)                |                                                            |                                                   |
| 19. | Gouvernement Beernaert (Grand Ministère catholique)     | Auguste Beernaert               | Parti catholique                           | 26 octobre 1884 – 26 mars 1894 (9 ans et 5 mois)                | 17e                                                        |                                                   |
| 19. | Gouvernement Beernaert (Grand Ministère catholique)     | Auguste Beernaert               | Parti catholique                           | 26 octobre 1884 – 26 mars 1894 (9 ans et 5 mois)                | 18e                                                        |                                                   |
| 19. | Gouvernement Beernaert (Grand Ministère catholique)     | Auguste Beernaert               | Parti catholique                           | 26 octobre 1884 – 26 mars 1894 (9 ans et 5 mois)                | 19e                                                        |                                                   |
| 20. | Gouvernement de Burlet                                  | Jules de Burlet                 | Parti catholique                           | 26 mars 1894 – 25 février 1896 (1 an, 10 mois et 30 jours)      |                                                            |                                                   |
| 20. | Gouvernement de Burlet                                  | Jules de Burlet                 | Parti catholique                           | 26 mars 1894 – 25 février 1896 (1 an, 10 mois et 30 jours)      | 20e                                                        |                                                   |
| 21. | Gouvernement de Smet de Naeyer I                        | Paul de Smet de Naeyer          | Parti catholique                           | 25 février 1896 – 24 janvier 1899 (2 ans, 10 mois et 30 jours)  |                                                            |                                                   |
| 21. | Gouvernement de Smet de Naeyer I                        | Paul de Smet de Naeyer          | Parti catholique                           | 25 février 1896 – 24 janvier 1899 (2 ans, 10 mois et 30 jours)  | 21e                                                        |                                                   |
| 22. | Gouvernement Vandenpeereboom                            | Jules Vandenpeereboom           | Parti catholique                           | 24 janvier 1899 – 5 août 1899 (6 mois et 12 jours)              |                                                            |                                                   |
| 23. | Gouvernement de Smet de Naeyer II                       | Paul de Smet de Naeyer          | Parti catholique                           | 5 août 1899 – 2 mai 1907 (7 ans, 8 mois et 27 jours)            |                                                            |                                                   |
| 23. | Gouvernement de Smet de Naeyer II                       | Paul de Smet de Naeyer          | Parti catholique                           | 5 août 1899 – 2 mai 1907 (7 ans, 8 mois et 27 jours)            | 22e                                                        |                                                   |
| 24. | Gouvernement de Trooz                                   | Jules de Trooz                  | Parti catholique                           | 2 mai 1907 – 9 janvier 1908 (8 mois et 7 jours)                 | 23e                                                        |                                                   |
| 25. | Gouvernement Schollaert                                 | François Schollaert             | Parti catholique                           | 9 janvier 1908 – 17 juin 1911 (3 ans, 5 mois et 8 jours)        | 24e                                                        |                                                   |
| 26. | Gouvernement de Broqueville I (Gouvernement du Havre)   | Charles de Broqueville          | Parti catholique                           | 17 juin 1911 – 18 janvier 1916 (4 ans, 7 mois et 1 jour)        | 25e                                                        |                                                   |
| 27. | Gouvernement de Broqueville II (Gouvernement du Havre)  | Charles de Broqueville          | Parti catholique Parti libéral POB         | 18 janvier 1916 – 1er juin 1918 (2 ans, 4 mois et 14 jours)     | 25e                                                        |                                                   |
| 28. | Gouvernement Cooreman                                   | Gérard Cooreman                 | Parti catholique Parti libéral POB         | 1er juin 1918 – 21 novembre 1918 (5 mois et 20 jours)           | 25e                                                        |                                                   |
| 29. | Gouvernement Delacroix I                                | Léon Delacroix                  | Parti catholique Parti libéral POB         | 21 novembre 1918 – 2 décembre 1919 (1 an et 11 jours)           | 25e                                                        |                                                   |
| 30. | Gouvernement Delacroix II                               | Léon Delacroix                  | Parti catholique POB Parti libéral         | 2 décembre 1919 – 20 novembre 1920 (11 mois et 18 jours)        | 26e                                                        |                                                   |
| 31. | Gouvernement Carton de Wiart                            | Henry Carton de Wiart           | Parti catholique POB Parti libéral         | 20 novembre 1920 – 16 décembre 1921 (1 an et 26 jours)          | 26e                                                        |                                                   |
| 32. | Gouvernement Theunis I                                  | Georges Theunis                 | Parti catholique Parti libéral             | 16 décembre 1921 – 13 mai 1925 (3 ans, 4 mois et 27 jours)      | 27e                                                        |                                                   |
| 33. | Gouvernement Vande Vyvere                               | Aloïs Van de Vyvere             | Parti catholique                           | 13 mai 1925 – 17 juin 1925 (1 mois et 4 jours)                  | 28e                                                        |                                                   |
| 34. | Gouvernement Poullet                                    | Prosper Poullet                 | Parti catholique POB                       | 17 juin 1925 – 20 mai 1926 (11 mois et 3 jours)                 | 28e                                                        |                                                   |
| 35. | Gouvernement Jaspar I                                   | Henri Jaspar                    | Parti catholique POB Parti libéral         | 20 mai 1926 – 21 novembre 1927 (1 an, 6 mois et 1 jour)         | 28e                                                        |                                                   |
| 36. | Gouvernement Jaspar II                                  | Henri Jaspar                    | Parti catholique Parti libéral             | 22 novembre 1927 – 6 juin 1931 (3 ans, 6 mois et 17 jours)      | 29e                                                        |                                                   |
| 37. | Gouvernement Renkin                                     | Jules Renkin                    | Parti catholique Parti libéral             | 6 juin 1931 – 22 octobre 1932 (1 an, 4 mois et 16 jours)        | 29e                                                        |                                                   |
| 38. | Gouvernement de Broqueville III                         | Charles de Broqueville          | Parti catholique Parti libéral             | 22 octobre 1932 – 20 novembre 1934 (2 ans et 29 jours)          | 30e                                                        |                                                   |
| 39. | Gouvernement Theunis II (Gouvernement des banquiers)    | Georges Theunis                 | Parti catholique Parti libéral             | 20 novembre 1934 – 25 mars 1935 (4 mois et 5 jours)             | 30e                                                        |                                                   |
| 40. | Gouvernement Van Zeeland I                              | Paul Van Zeeland                | Parti catholique POB Parti libéral         | 25 mars 1935 – 13 juin 1936 (1 an, 2 mois et 19 jours)          | 30e                                                        |                                                   |
| 41. | Gouvernement Van Zeeland II                             | Paul Van Zeeland                | POB Parti catholique Parti libéral         | 13 juin 1936 – 24 novembre 1937 (1 an, 5 mois et 11 jours)      | 31e                                                        |                                                   |
| 42. | Gouvernement Janson                                     | Paul-Émile Janson               | POB Parti catholique Parti libéral         | 24 novembre 1937 – 15 mai 1938 (5 mois et 21 jours)             | 31e                                                        |                                                   |
| 43. | Gouvernement Spaak I                                    | Paul-Henri Spaak                | POB Parti catholique Parti libéral         | 15 mai 1938 – 22 février 1939 (9 mois et 7 jours)               | 31e                                                        |                                                   |
| 44. | Gouvernement Pierlot I                                  | Hubert Pierlot                  | POB Parti catholique                       | 22 février 1939 – 18 avril 1939 (1 mois et 27 jours)            | 31e                                                        |                                                   |
| 45. | Gouvernement Pierlot II                                 | Hubert Pierlot                  | Parti catholique Parti libéral             | 18 avril 1939 – 3 septembre 1939 (4 mois et 16 jours)           | 32e                                                        |                                                   |
| 46. | Gouvernement Pierlot III                                | Hubert Pierlot                  | Parti catholique POB Parti libéral         | 3 septembre 1939 – 23 août 1940 (11 mois et 20 jours)           | 32e                                                        |                                                   |
| 47. | Gouvernement Pierlot IV (Gouvernement de Londres)       | Hubert Pierlot                  | Parti catholique POB Parti libéral         | 23 octobre 1940 – 26 septembre 1944 (3 ans, 11 mois et 3 jours) | 32e                                                        |                                                   |
| 48. | Gouvernement Pierlot V (Gouvernement de la Libération)  | Hubert Pierlot                  | Parti catholique POB Parti libéral PCB-KPB | 26 septembre 1944 – 12 décembre 1944 (2 mois et 16 jours)       | 32e                                                        |                                                   |
| 49. | Gouvernement Pierlot VI                                 | Hubert Pierlot                  | Parti catholique Parti libéral POB         | 12 décembre 1944 – 7 février 1945 (1 mois et 26 jours)          | 32e                                                        | 7 février 1945 – 12 février 1945 (5 jours)        |
| 50. | Gouvernement van Acker I                                | Achille van Acker               | Parti catholique PL-LP PSB-BSP PCB-KPB     | 12 février 1945 – 15 juin 1945 (4 mois et 3 jours)              | 32e                                                        | 15 juin 1945 – 2 août 1945 (1 mois et 18 jours)   |
| 51. | Gouvernement van Acker II                               | Achille van Acker               | PSB-BSP PL-LP PCB-KPB UDB                  | 2 août 1945 – 12 février 1946 (6 mois et 10 jours)              | 32e                                                        | 12 février 1946 – 13 mars 1946 (1 mois et 1 jour) |
| 52. | Gouvernement Spaak II                                   | Paul-Henri Spaak                | PSB-BSP                                    | 13 mars 1946 – 20 mars 1946 (7 jours)                           | 20 mars 1946 – 31 mars 1946 (11 jours)                     | 33e                                               |
| 53. | Gouvernement van Acker III                              | Achille van Acker               | PSB-BSP PL-LP PCB-KPB                      | 31 mars 1946 – 9 juillet 1946 (3 mois et 8 jours)               | 9 juillet 1946 – 2 août 1946 (24 jours)                    | 33e                                               |
| 54. | Gouvernement Huysmans                                   | Camille Huysmans                | PSB-BSP PL-LP PCB                          | 2 août 1946 – 13 mars 1947 (7 mois et 11 jours)                 | 3 mars 1947 – 20 mars 1947 (7 jours)                       | 33e                                               |
| 55. | Gouvernement Spaak III                                  | Paul-Henri Spaak                | PSC-CVP PSB-BSP                            | 20 mars 1947 – 19 novembre 1948 (1 an, 7 mois et 30 jours)      | 19 novembre 1948 – 27 novembre 1948 (18 jours)             | 33e                                               |
| 56. | Gouvernement Spaak IV                                   | Paul-Henri Spaak                | PSC-CVP PSB-BSP                            | 27 novembre 1948 – 27 juin 1949 (7 mois)                        | 27 juin 1949 – 11 août 1949 (1 mois et 15 jours)           | 33e                                               |
| 57. | Gouvernement Gaston Eyskens I                           | Gaston Eyskens                  | PSC-CVP PL-LP                              | 11 août 1949 – 6 juin 1950 (9 mois et 26 jours)                 | 6 juin 1950 – 8 juin 1950 (2 jours)                        | 34e                                               |
| 58. | Gouvernement Duvieusart                                 | Jean Duvieusart                 | PSC-CVP                                    | 8 juin 1950 – 11 août 1950 (2 mois et 3 jours)                  | 11 août 1950 – 16 août 1950 (5 jours)                      | 35e                                               |
| 59. | Gouvernement Pholien                                    | Joseph Pholien                  | PSC-CVP                                    | 16 août 1950 – 9 janvier 1952 (1 an, 4 mois et 24 jours)        | 9 janvier 1952 – 15 janvier 1952 (6 jours)                 | 35e                                               |
| 60. | Gouvernement Van Houtte                                 | Jean Van Houtte                 | PSC-CVP                                    | 15 janvier 1952 – 12 avril 1954 (2 ans, 2 mois et 28 jours)     | 12 avril 1954 – 23 avril 1954 (11 jours)                   | 35e                                               |
| 61. | Gouvernement van Acker IV                               | Achille van Acker               | PSB-BSP PL-LP                              | 23 avril 1954 – 2 juin 1958 (4 ans, 1 mois et 10 jours)         | 2 juin 1958 – 26 juin 1958 (24 jours)                      | 36e                                               |
| 62. | Gouvernement Gaston Eyskens II                          | Gaston Eyskens                  | PSC-CVP                                    | 26 juin 1958 – 4 novembre 1958 (4 mois et 9 jours)              | 4 novembre 1958 – 6 novembre 1958 (2 jours)                | 37e                                               |
| 63. | Gouvernement Gaston Eyskens III                         | Gaston Eyskens                  | PSC-CVP PL-LP                              | 6 novembre 1958 – 3 septembre 1960 (1 an, 9 mois et 28 jours)   |                                                            | 37e                                               |
| 64. | Gouvernement Gaston Eyskens III (remanié)               | Gaston Eyskens                  | PSC-CVP PL-LP                              | 3 septembre 1960 – 27 mars 1961 (6 mois et 24 jours)            | 27 mars 1961 – 25 avril 1961 (29 jours)                    | 37e                                               |
| 65. | Gouvernement Lefèvre                                    | Théo Lefèvre                    | PSC-CVP PSB-BSP                            | 25 avril 1961 – 24 mai 1965 (4 ans et 29 jours)                 | 24 mai 1965 – 28 juillet 1965 (2 mois et 4 jours)          | 38e                                               |
| 66. | Gouvernement Harmel                                     | Pierre Harmel                   | PSC-CVP PSB-BSP                            | 28 juillet 1965 – 11 février 1966 (6 mois et 14 jours)          | 11 février 1966 – 19 mars 1966 (1 mois et 8 jours)         | 39e                                               |
| 67. | Gouvernement Vanden Boeynants I                         | Paul Vanden Boeynants           | PSC-CVP PLP-PVV                            | 19 mars 1966 – 1er avril 1968 (2 ans et 13 jours)               | 1er avril 1968 – 17 juin 1968 (2 mois et 16 jours)         | 39e                                               |
| 68. | Gouvernement Gaston Eyskens IV                          | Gaston Eyskens                  | PSB-BSP CVP PSC                            | 17 juin 1968 – 8 novembre 1971 (3 ans, 4 mois et 22 jours)      | 8 novembre 1971 – 21 janvier 1972 (2 mois et 13 jours)     | 40e                                               |
| 69. | Gouvernement Gaston Eyskens V                           | Gaston Eyskens                  | PSB-BSP CVP PSC                            | 21 janvier 1972 – 23 novembre 1972 (10 mois et 2 jours)         | 23 novembre 1972 – 26 janvier 1973 (2 mois et 3 jours)     | 41e                                               |
| 70. | Gouvernement Leburton I                                 | Edmond Leburton                 | PSB-BSP CVP PSC PVV PLP                    | 26 janvier 1973 – 23 octobre 1973 (8 mois et 27 jours)          |                                                            | 41e                                               |
| 71. | Gouvernement Leburton II                                | Edmond Leburton                 | PSB-BSP CVP PSC PVV PLP                    | 23 octobre 1973 – 19 janvier 1974 (2 mois et 27 jours)          | 19 janvier 1974 – 25 avril 1974 (3 mois et 6 jours)        | 41e                                               |
| 72. | Gouvernement Tindemans I                                | Leo Tindemans                   | CVP PSC PLP PVV                            | 25 avril 1974 – 11 juin 1974 (1 mois et 17 jours)               |                                                            | 42e                                               |
| 73. | Gouvernement Tindemans II                               | Leo Tindemans                   | CVP PSC PLP PVV RW                         | 11 juin 1974 – 4 mars 1977 (2 ans, 8 mois et 21 jours)          | 4 mars 1977 – 6 mars 1977 (2 jours)                        | 42e                                               |
| 74. | Gouvernement Tindemans III                              | Leo Tindemans                   | CVP PSC PVV PRLW                           | 6 mars 1977 – 18 avril 1977 (1 mois et 12 jours)                | 18 avril 1977 – 3 juin 1977 (1 mois et 16 jours)           | 42e                                               |
| 75. | Gouvernement Tindemans IV                               | Leo Tindemans                   | PSB-BSP CVP PSC VU FDF                     | 3 juin 1977 – 11 octobre 1978 (1 an, 4 mois et 8 jours)         | 11 octobre 1978 – 20 octobre 1978 (9 jours)                | 43e                                               |
| 76. | Gouvernement Vanden Boeynants II                        | Paul Vanden Boeynants           | PSB-BSP CVP PSC VU FDF                     | 20 octobre 1978 – 18 décembre 1978 (1 mois et 28 jours)         | 18 décembre 1978 – 3 avril 1979 (3 mois et 16 jours)       | 43e                                               |
| 77. | Gouvernement Martens I                                  | Wilfried Martens                | CVP PS SP PSC FDF                          | 3 avril 1979 – 16 janvier 1980 (9 mois et 13 jours)             | 16 janvier 1980 – 23 janvier 1980 (7 jours)                | 44e                                               |
| 78. | Gouvernement Martens II                                 | Wilfried Martens                | CVP PS SP PSC                              | 23 janvier 1980 – 9 avril 1980 (2 mois et 17 jours)             | 9 avril 1980 – 18 mai 1980 (1 mois et 9 jours)             | 44e                                               |
| 79. | Gouvernement Martens III                                | Wilfried Martens                | CVP PS SP PSC PVV PRL                      | 18 mai 1980 – 7 octobre 1980 (4 mois et 19 jours)               | 7 octobre 1980 – 22 octobre 1980 (15 jours)                | 44e                                               |
| 80. | Gouvernement Martens IV                                 | Wilfried Martens                | CVP PS SP PSC                              | 22 octobre 1980 – 2 avril 1981 (5 mois et 11 jours)             | 2 avril 1981 – 6 avril 1981 (4 jours)                      | 44e                                               |
| 81. | Gouvernement Mark Eyskens                               | Mark Eyskens                    | CVP PS SP PSC                              | 6 avril 1981 – 21 septembre 1981 (5 mois et 15 jours)           | 21 septembre 1981 – 17 décembre 1981 (2 mois et 26 jours)  | 44e                                               |
| 82. | Gouvernement Martens V                                  | Wilfried Martens                | CVP PVV PRL PSC                            | 17 décembre 1981 – 14 octobre 1985 (4 ans, 7 mois et 27 jours)  | 14 octobre 1985 – 28 novembre 1985 (1 mois et 14 jours)    | 45e                                               |
| 83. | Gouvernement Martens VI                                 | Wilfried Martens                | CVP PRL PVV PSC                            | 28 novembre 1985 – 15 octobre 1987 (1 an, 10 mois et 17 jours)  | 15 octobre 1987 – 21 octobre 1987 (6 jours)                | 46e                                               |
| 84. | Gouvernement Martens VII                                | Wilfried Martens                | CVP PRL PVV PSC                            | 21 octobre 1987 – 13 décembre 1987 (1 mois et 22 jours)         | 13 décembre 1987 – 9 mai 1988 (5 mois et 6 jours)          | 46e                                               |
| 85. | Gouvernement Martens VIII                               | Wilfried Martens                | CVP PS SP PSC VU                           | 9 mai 1988 – 29 septembre 1991 (3 ans, 4 mois et 20 jours)      |                                                            | 47e                                               |
| 86. | Gouvernement Martens IX                                 | Wilfried Martens                | CVP PS SP PSC                              | 29 septembre 1991 – 7 mars 1992 (5 mois et 7 jours)             |                                                            | 47e                                               |
| 87. | Gouvernement Dehaene I                                  | Jean-Luc Dehaene                | CVP PS SP PSC                              | 7 mars 1992 – 22 mai 1995 (3 ans, 2 mois et 15 jours)           | 22 mai 1995 – 23 juin 1995 (1 mois et 1 jour)              | 48e                                               |
| 88. | Gouvernement Dehaene II                                 | Jean-Luc Dehaene                | CVP PS SP PSC                              | 23 juin 1995 – 12 juillet 1999 (4 ans et 19 jours)              |                                                            | 49e                                               |
| 89. | Gouvernement Verhofstadt I (Gouvernement arc-en-ciel)   | Guy Verhofstadt                 | VLD PS PRL-FDF-MCC SP Ecolo Agalev         | 12 juillet 1999 – 19 mai 2003 (3 ans, 10 mois et 7 jours)       | 19 mai 2003 – 12 juillet 2003 (1 mois et 23 jours)         | 50e                                               |
| 90. | Gouvernement Verhofstadt II                             | Guy Verhofstadt                 | VLD PS MR SP.A-Spirit                      | 12 juillet 2003 – 11 juin 2007 (3 ans, 10 mois et 30 jours)     | 11 juin 2007 – 21 décembre 2007 (6 mois et 10 jours)       | 51e                                               |
| 91. | Gouvernement Verhofstadt III (Gouvernement intérimaire) | Guy Verhofstadt                 | CD&V MR PS Open VLD CDH                    | 21 décembre 2007 – 20 mars 2008 (2 mois et 28 jours)            |                                                            | 52e                                               |
| 92. | Gouvernement Leterme I                                  | Yves Leterme                    | CD&V MR PS Open VLD CDH                    | 20 mars 2008 – 19 décembre 2008 (8 mois et 29 jours)            | 19 décembre 2008 – 30 décembre 2008 (11 jours)             | 52e                                               |
| 93. | Gouvernement Van Rompuy                                 | Herman Van Rompuy               | CD&V MR PS Open VLD CDH                    | 30 décembre 2008 – 25 novembre 2009 (10 mois et 26 jours)       |                                                            | 52e                                               |
| 94. | Gouvernement Leterme II                                 | Yves Leterme                    | CD&V MR PS Open VLD CDH                    | 25 novembre 2009 – 26 avril 2010 (5 mois et 1 jour)             | 26 avril 2010 – 6 décembre 2011 (1 an, 7 mois et 10 jours) | 52e                                               |
| 95. | Gouvernement Di Rupo                                    | Elio Di Rupo                    | PS CD&V MR Open VLD SP.A CDH               | 6 décembre 2011 – 26 mai 2014 (2 ans, 5 mois et 20 jours)       | 26 mai 2014 – 11 octobre 2014 (4 mois et 15 jours)         | 53e                                               |
| 96. | Gouvernement Michel I                                   | Charles Michel                  | N-VA MR CD&V Open VLD                      | 11 octobre 2014 - 9 décembre 2018 (4 ans, 1 mois et 28 jours)   |                                                            | 54e                                               |
| 97. | Gouvernement Michel II                                  | Charles Michel                  | MR CD&V Open VLD                           | 9 décembre 2018 - 21 décembre 2018 (12 jours)                   | 21 décembre 2018 - 27 octobre 2019 (10 mois et 6 jours)    | 54e                                               |
| 98. | Gouvernement Wilmès I                                   | Sophie Wilmès                   | MR CD&V Open VLD                           |                                                                 | 27 octobre 2019 - 17 mars 2020 (4 mois et 19 jours)        | 55e                                               |
| 99. | Gouvernement Wilmès II                                  | Sophie Wilmès                   | MR CD&V Open VLD                           | 17 mars 2020 - 1er octobre 2020 (6 mois et 14 jours)            |                                                            | 55e                                               |
| 100. | Gouvernement De Croo                                    | Alexander De Croo               | PS MR Ecolo CD&V Open VLD SP.A Groen       | 1er octobre 2020 - 9 juin 2024 (3 ans, 8 mois et 8 jours)       | 9 juin 2024 - 3 février 2025 (7 mois et 25 jours)          | 55e                                               |
| 101. | Gouvernement De Wever                                   | Bart De Wever                   | N-VA MR Les Engagés Vooruit CD&V           | Depuis le 3 février 2025 (3 mois et 26 jours)                   |                                                            | 56e                                               |
| Les partis sont classés par nombre de sièges à la Chambre des représentants, par ordre décroissant. En souligné : parti du premier ministre ou du chef du cabinet. |                                                         |                                 |                                            |                                                                 |                                                            |                                                   |

En Belgique, on a pris l'habitude de surnommer les types de coalition gouvernementales. Par exemple, une coalition entre libéraux (bleu) et socialistes (rouge) est appelée coalition violette. Pour plus de détails, voir Coalition en Belgique.